# Волмянское болото
Волмянское болото — болото низинного (80 %), верхового (10 %) и переходного (10,%) типов на западе Червенского, юго-востоке Минского и юго-западе Смолевичского районов Беларуси, в водосборе р. Волма (приток Свислочи).

## Описание болота
Площадь вместе с соседними массивами более 15 тыс. га. Глубина торфа до 6,6 м, средняя 2,3 м, степень разложения около 50 % (низинный тип), около 37 % (верховой и переходный), зольность 8,7—13 % (низинный), 8,1 (переходный), 2,6 % (верховой). В Смоловичском и Минском районах осушено почти всё болото, в Червенском районе 12,7 тыс. га, в том числе открытым дренажем 7408 га, закрытым гончарным 4694 га, закрытым полиэтиленовым 588 га.

## Посевы
На осушенных землях сеют травы, частично зерновые и пропашные культуры. Червенскому лесхозу принадлежит 3,2 тыс. га осушенных земель, занятых лесом. На неосушенных участках преобладают гипново-осоковые низинные болота.